# Костючки
Костючки (укр. Костючки) — село в Корюковском районе Черниговской области Украины. Население 136 человек. Занимает площадь 0,941 км².
Код КОАТУУ: 7422489202. Почтовый индекс: 15350. Телефонный код: +380 4657.

## Власть
Орган местного самоуправления — Тютюнницкий сельский совет. Почтовый адрес: 15350, Черниговская обл., Корюковский р-н, с. Тютюнница, ул. Богдана Хмельницкого, 56.